# Poliorama Pittoresco
Poliorama Pittoresco fu una rivista illustrata pubblicata con cadenza settimanale dal 1836 al 1860 nel Regno delle Due Sicilie. "Poliorama" è una parola composta derivante dal greco polyhorama ("molte cose da vedere"); "pittoresco" invece è da intendersi con il significato di pittorico, cioè contenente illustrazioni.
A scopo formativo e divulgativo, il Poliorama pubblicava articoli di scienze, tecnologia, arte, biografie di artisti (sia del passato che contemporanei) e raccoglieva varie notizie e novità scientifiche dal mondo. Si autodefiniva: "opera periodica diretta a spandere in tutte le classi della società utili conoscenze di ogni genere e a rendere gradevoli e proficue le letture in famiglia". Gli articoli erano corredati da immagini di grande qualità ottenute tramite un processo chiamato galvanotipia.
La rivista, fondata da Filippo Cirelli e Salvatore Fergola, era venduta al modico prezzo di 5 grani, così da renderla accessibile anche ai giovani studenti.